# Mírsino

Mapa con la situación de algunas de las ciudades de la antigua Élide donde se aprecia la ubicación de Mirtuntio, que Estrabón identificaba con Mírsino.

Mírsino (en griego, Μύρσινος) es el nombre de una antigua ciudad griega de Élide, que fue mencionada por Homero en el catálogo de las naves de la Ilíada.
Estrabón la identificaba con una ciudad que existía en su tiempo llamada Mirtuntio, que se encontraba cerca del mar, a setenta estadios de la ciudad de Élide, en el camino entre esta ciudad y Dime.
Mirtuntio suele localizarse en la orilla del este de la laguna Kotiki, unos 4 km al oeste de la población de Kapeleto, en una zona que se supone que en la Antigüedad estaba más próxima al mar. Otros, sin embargo, consideran improbable esta identificación y creen que Mírsino no debía identificarse con Mirtuntio, sino con una fortaleza micénica conocida como el Kastro de Kalogria situada al sur del cabo Araxos.